# حسية (فلسفة)
الحِسّيَّة في نظرية المعرفة هي عقيدة تكون بموجبها الأحاسيس والإدراك المصدر الأساس والأكثر أهمية للإدراك الحقيقي. قد تعارض الأفكار المجردة.
طرح السؤال عن مصدر المعرفة منذ فترة طويلة في الفلسفة اليونانية (الرواقية ، الأبيقورية) وطُوِّرَ كاملاً من الحسانيين البريطانيين (جون لوك ، ديفيد هيوم) والجمعية البريطانية (تُمَس برَون ، ديفيد هَرتلي ، جوزيف بريستلي). تناولها الوضعيون كثيرًا في القرن التاسع عشر ( أوغست كونت، هربرت سبنسر ، هيبوليت تاين ، إميل ليتري).

## أنظر أيضا
- التجريبية
- الوضعية
- وحدة الأنا